# Živaljevina
Živaljevina (cyr. Живаљевина) – wieś w Bośni i Hercegowinie, w Republice Serbskiej, w gminie Rogatica. W 2013 roku liczyła 36 mieszkańców.